# Джон Лок
Джон Лок (англ. John Locke, 1632, Рінгтон, Сомерсет, Англійське королівство — 1704, Ессекс, Англійське королівство) — англійський філософ, один із основних представників англійського емпіризму та Просвітництва. Ідеї Лока стали основоположними для класичного лібералізму. 
Народився в Англії в сім'ї адвоката. Початкову освіту здобув удома. Закінчив Вестмінстерську граматичну школу, Оксфордський університет. Самостійно вивчив нову філософію (Бекона, Декарта та ін.), природознавство, медицину. Працював викладачем грецької мови і літератури в університеті, пізніше був вихователем сина, а потім онука відомого політичного діяча графа Шефстбері, багато подорожував, довго жив у Франції, де познайомився з ідеями Монтеня. У розпалі абсолютистської реакції (1683) Джон Лок емігрував разом зі своїм патроном, графом Шефтсбері, до Голландії, повернувся до Англії після революції 1688 року.

## Життя
Джон Лок народився 1632 року у Рінгтоні, Англійське королівство. 1647 направлений у престижну Вестмінстерську школу в Лондоні, отримавши стипендію політика Александра Пофама, члена Британського парламенту. Згодом вступив до аристократичного коледжу Крайст Черч в Оксфорді. Попри те, що був здібним учнем, з огидою ставився до навчальної програми і вважав праці сучасних йому філософів, таких як Рене Декарт, цікавішими, аніж матеріал, який викладався в університеті. Річард Ловер, товариш Лока з часів навчання у Вестмінстерській школі, зазначав, що той був знайомий з медициною та експериментальною філософією, які переслідувалися іншими університетами Британії і в тому числі Лондонським королівським товариством, членом якого Джон Лок все-таки став.
Ступінь магістра Джон Лок отримав 1658 року, а крім того здобув ступінь бакалавра медицини 1674 року. Між тим 1658 року він став викладачем і професором грецької риторики. Пізніше він повернувся до Оксфорда і вивчав медицину. У той час співпрацював з провідними мислителями і науковцями, таких як Роберт Бойль, Томас Вілліс і Роберт Гук. 1666 року Джон Лок познайомився з Ентоні Ешлі Купером, 1-м графом Шефстбері, коли той прибув до Оксфорда, шукаючи ліків проти інфекції печінки. На Купера Лок справив неабияке враження, і той запропонував йому ввійти до його пошту. Таким чином 1667 року Лок переїхав у будинок у Лондоні, працював особистим лікарем графа Шефстбері. Він також продовжував вивчати медицину під керівництвом визначного лікаря-практиканта Томаса Сайденгама. Його вплив позначився на натурфілософських поглядах Лока, вираженням яких стала праця «Розвідка про людське розуміння» (англ. An Essay Concerning Human Understanding).
1672 року граф Шефтсбері став Лорд-канцлером Королівства Англія, після чого Лок був втягнений у політику, що в свою чергу відбилося на його політичному мисленні. Однак 1675 року граф Шефтсбері потрапив в опалу. Оскільки кар'єра Лока напряму залежала від злетів та падінь Шефтсбері, до 1679 року він багато подорожував Францією. 1683 року Лок був змушений втекти до Нідерландів.
У 1688—1689 роках настала розв'язка, яка поклала кінець поневірянням Лока. Відбулася Славна революція, Вільгельм III Оранський проголошений королем Англії. Лок брав участь у підготовці перевороту 1688 року, перебував у тісному контакті з Вільгельмом Оранським і здійснив на нього значний ідейний вплив. На початку 1689 року він повернувся на батьківщину. У 1690-х роках разом з урядовою службою Лок розгорнув широку наукову і літературну діяльність. 1690 року опубліковані «Розвідка про людське розуміння», «Два трактати про правління», 1693 року — «Думки про виховання», 1695 року — «Розумність християнства».
Джон Лок помер 28 жовтня 1704 року від астми. Ніколи не був одружений і не мав дітей.

## Погляди Лока на державу
Вважав найкращою формою конституційну монархію, для чого необхідним є поділ гілок влади на парламентську, виконавчу та федеральну. У своїй теорії суспільного контракту виходить із природного стану людства, в якому, на відміну від Гоббса, для якого людина є егоїстичною істотою, люди мають право на життя, рівність, свободу та приватну власність. В природних умовах, утиск кимось чиїхось прав може закінчитися (перебільшеною) помстою, а внаслідок помсти за помсту може виникнути війна. Для уникнення цього потрібна держава як арбітр. Для цього громадяни передають державі частину своїх суверенних прав, власником яких вони залишаються і надалі. Держава повинна забезпечувати їх на кращому рівні, ніж це можуть самі люди в природному стані. Якщо права людей масово порушуються, тоді вони мають право скинути владу. Лок вперше також довів право людини на прагнення до щастя, а не тільки на самозбереження. Обмеження свободи у формі рабства можливо, наприклад, у війні. Інші права людини можуть бути у неї відібраними, якщо людина їх не заслуговує, наприклад, через убивство. Лок сповідував ліберальну державу, але не самий ідеал манчестерського лібералізму. Держава має право втручатися у приватну власність, наприклад, накладати податки на несамостійну працю. Мав сильний вплив на декларацію незалежності, конституцію США та революційної Франції.

### Погляди Лока на поділ влади
Джон Лок займався розробкою та обґрунтуванням принципу поділу влади. Основою державної влади він визначав народний суверенітет, який делегується державі аби впорядкувати суспільні відносини. У своїй праці «Два трактати про державне правління» він навів такі види влади: законодавчу, виконавчу та федеративну, або союзну. На його думку, вони виникають задля здійснення необхідності у створенні та виконанні законів, щоб досягти порядку, рівності та блага у суспільстві, а також для побудови та підтримки відносин з іншими державами.
Джон Лок пояснює причини утворення законодавчої влади тим, що в ході повсякденного існування люди часто зустрічаються із потребою захисту своїх природних прав та власності. Цю функцію мають виконувати закони. Найпершим та найнеобхіднішим законом для будь-якої держави має стати встановлення законодавчої влади, діяльність якої має бути спрямована на забезпечення блага у суспільстві та кожної особи окремо. Вона є верховною, передається певним людям і залишається священною та незмінною в їх руках. Ніякий нормативний акт, що прийнятий будь-яким органом влади, не набуде сили закону доки не буде санкціонованим законодавчою владою, яка по суті втілює волю народу. Але Лок зауважив, що така верховна влада не повинна мати деспотичний характер. Їй слід прибігати до вже проголошених та дійсних. Недопустимим є необґрунтоване та безпідставне позбавлення власності без згоди на те власника. Також категорично відкидалась можливість передачі їх повноважень кому-небудь.
Нагально постає проблема аби новостворені закони постійно виконувались та існував певний нагляд за цим процесом. Але мислитель зауважив, що повноваженням виконання законів мають наділятися інші органи, щоб законотворці не почали використовувати закони на свою користь і не суперечили таким чином інтересам суспільства. Таким чином, виникає ще одна влада — виконавча. Сюди також входить і судова влада.
Окрім цих двох гілок влади, Лок виокремлював ще одну — федеративну. Її компетенція, на думку автора, має поширюватися на право оголошувати війну і мир, брати участь в коаліціях, об'єднаннях і союзах, будувати відносини з будь-якими фізичними та юридичними особами за межами даної держави. Її виокремлення є природним, оскільки такі стосунки мала кожна особа до того як вступила в суспільні відносини, а тепер вона делегує це повноваження спеціальним органам, бо результати цих відносин можуть зачіпати інтереси всього суспільства. У випадку, коли дійсні закони та порядок і методи їх реалізації суперечили волі та інтересам народу, Лок передбачав право опору владі — право на повстання. Таким чином, законодавча влада може бути ліквідована чи замінена. Звідси слідує, що верховну владу все ж має суспільство, але з іншого боку її не можна назвати такою, доки не розпущено владу.
Отже, верховною є саме законодавча, бо той орган, який створює закони і ними ж уповноважує когось на їх виконання, має бути вищим, тобто виконавча влада є підпорядкованою і підзвітною законодавчій і може бути зміщеною або заміненою.
Також автор не бачить ніякої необхідності в тому, щоб законодавча влада діяла постійно, але це є необхідно умовою для виконавчої, оскільки не завжди є потреба у законотворенні, але є постійна необхідність у виконанні законів. Природним є і те, що коли законодавчий орган передав повноваження виконувати норми в інші руки, то він залишив за собою право відібрати таку владу назад, коли на це буде певна причина, або виконання законів суперечитиме інтересам народу. Таке твердження є справедливим і щодо федеративної влади, бо вона і виконавча влада є підзвітними і підпорядкованими верховній законодавчій владі.[джерело?]
Право обрання (вперше чи повторно) певного кола осіб на посади до таких органів належить тільки народу і має реалізовуватися у визначений термін. В певних випадках таким правом може наділятися і виконавчий орган. Але повноваження скликати та розпускати даний орган не ставить виконавчу владу вище. Також мислитель зауважив, що у разі, коли виконавча влада буде перешкоджати скликанню сесій законодавчої, коли цього вимагає конституція чи потреби суспільства, то по суті вона вступає у стан війни з народом, який все ще зберігає за собою право поновити законодавчий орган шляхом застосування сили.

## Релігія
Щодо релігії Лок прагнув створити для різних християнських конфесій платформу з мінімальною спільною базою, яку можна пояснити за допомогою розуму. Він вважав, що в християнській релігії є місця, які просто неможливо обґрунтувати за допомогою нього. Правом на свободу релігії не захоплювалися атеїсти та католики (останні, за те, що визнають Папу головою держави). Вважав, що держава переступала б свої повноваження, якби силою вимагала людей вірити в щось.

## Теорія пізнання
Лок також хотів створити для науки спільну платформу, не втручаюсь в її окремі галузі. Він визнає частково Декартівський раціоналізм: для нього мислення починається з суб'єкта. Проте він заперечує те, що реальність складається із окремих реальностей суб'єктів. Він не вірить у вроджені знання. При цьому припускає, що вроджені ідеї повинні бути свідомими всім людям у будь-який час. Проте, ані діти, ані неосвічені люди не знають основних філософських понять. Окрім цього, вроджені ідеї роблять розум непотрібним. Наприклад, ідея Бога не є вродженою, оскільки існує багато народів, де не немає віри в Нього. Він вважає, що людина народжується як «Tabula rasa» (лат. чиста дошка). В розумі не знаходиться нічого, що не було би сприйнято органами чуття.
Лок є емпіриком. Матеріалом пізнання є прості ідеї, вони всі походять із досвіду. Ідеєю є в найзагальнішому сенсі будь-яка уява, елемент свідомості як поняттєво-раціонального як і чуттєвого типу.
- Прості ідеї:
  - сенсації (зовнішні): чуттєві враження речових тіл, колір, запах, смак, розмір, рух тощо (вже тут він розрізняє першорядні та другорядні якості; див. нижче).
  - рефлексії (внутрішні): власні дії, стан, переживання, наприклад, ідеї з рефлексії бажання, прагнення, уяви, мислення тощо.
  - складається з обох однаково: радість, біль, сила, послідовність в часі.
- Складні ідеї: що складають з простих через їх порівняння, поєднання, абстрагування; вони є в першу чергу поняттями / першими якостями (номіналізм), оскільки про реальну сутність речей не можемо нічого сказати.
  - Субстанції: речі, які складаються із постійного зв'язку між простими ідеями; не може знати, чи вони насправді є, проте, вважає, що Бог, янгол є субстанціями.
    - Першорядні якості (властивості, які безпосередньо містяться в речах, наприклад, об'єм, твердість або форма).
    - Другорядні якості (властивості, які не містяться у речах, але додаються до ідеї субстанції через наше сприйняття, наприклад, солодкість, теплота).
    - Тільки про субстанцію першої якості ми можемо щось сказати об'єктивно, оскільки можна виміряти кількісно, а не якісно.

  - Співвідношення (різних ідей одна до одної; ідентичність та не-ідентичність, час та простір); при цьому, каузальність стає суб'єктивною.
  - модуси (ідеї, які не відбивають реальність, а є розумовими конструкціями, наприклад, держава, трикутник тощо); поняття моралі зараховує сюди — для розвитку потрібний розум.

Основною властивістю розуму він вважає можливість перевіряти ідеї на якість. Проте, на відміну від Канта, для Лока не існує ідей апріорі, а тільки можливість сприйняття, опрацьовування в образи складніших ідей та понять. Для Лока реально існують тільки прості ідеї, а складні — ні. Окрім цього, існує реальна субстанція, про яку ми нічого не можемо сказати. Таким чином він вказує на межі пізнання. Пізнання для Лока є сприйняття відповідності або невідповідності ідей. Абстракція у Л. — це відкидання певних властивостей у певних речей для кращої класифікації.
Він розрізняє три елементи пізнання (впевненість в знанні найвища в першому, найнижча — в останньому):
- інтуїтивне: Людина впізнає у порівнянні відповідність або протилежність ідей. Інтуїтивна правда виникає тоді, коли ідеї не піддаються подальшому аналізу, коло вони є очевидними;
- демонстративне: в рамках аргументації кожен крок повинен підтверджуватися інтуїтивним пізнанням (пор. у Декарта);
- сенситивне: можна спостерігати тільки зовнішні тілесні речі, оскільки у нас відсутні адекватні ідеї.

Оскільки наші знання обмежені, Бог наділив нас можливістю провидіння. Те, що Бог нам відкрив, є безумовною правдою. Між знаннями та вірою, розумом та провидінням не може існувати протилежностей. Що є божественним провидінням — це повинен бачити розум.

## Освітньо-педагогічні ідеї
Був одним із основоположників емпірико-сенсуалістичної теорії пізнання. Лок вважав, що в людини немає вроджених ідей. Вона народжується «чистою дошкою» і готова сприймати навколишній світ за допомогою своїх відчуттів через внутрішній досвід — рефлексію.
«Дев'ять десятих людей робляться такими, якими вони є, тільки завдяки вихованню». Найважливіші завдання виховання: вироблення характеру, розвиток волі, моральне дисциплінування. Мета виховання — виховання джентльмена, який вміє вести свої справи виразно й передбачливо, ділової людини, витонченої у спілкуванні. Кінцеву мету виховання Лок представляв у забезпеченні здорового духу в здоровому тілі («ось короткий, але повний опис щасливого стану в цьому світі»).
Розробив систему виховання джентльмена, побудовану на прагматизмі й раціоналізмі. Головна особливість системи утилітаризм — кожен предмет повинен готувати до життя.
Виховання джентльмена включає (всі складові виховання повинні бути взаємопов'язані):
- Фізичне виховання: сприяє розвитку здорового тіла, вироблення мужності та наполегливості. Зміцнення здоров'я, свіже повітря, проста їжа, загартовування, суворий режим, вправи, ігри.
- Розумове виховання повинно підпорядковуватися розвитку характеру, формування освіченої ділової людини.
- Релігійне виховання необхідно спрямовувати не на привчання дітей до обрядів, а на формування любові і пошани до Бога, як вищому суті.
- Моральне виховання — виховати здатність відмовляти собі в задоволеннях, йти наперекір своїм уподобань і неухильно дотримуватися порад розуму. Вироблення витончених манер, навичок галантного поведінки.
- Трудове виховання полягає в опануванні ремесла (столярним, токарним). Праця запобігає можливості шкідливого неробства.

Основний дидактичний принцип — у навчанні спиратися на інтерес і допитливість дітей. Головним виховним засобом є: приклад і середовище. Стійкі позитивні звички виховуються ласкавими словами та лагідними навіюваннями. Фізичні покарання застосовуються тільки у виняткових випадках зухвалої й систематичної непокори. Розвиток волі відбувається через уміння переносити труднощі, чому сприяють фізичні вправи й загартовування.
Зміст навчання: читання, письмо, малювання, географія, етика, історія, натурфілософія, хронологія, бухгалтерія, рідна мова, Французька мова, латинська мова, арифметика, геометрія, астрономія, фехтування, верхова їзда, танці.
По факту все це означало б професіоналізацію підготовки окремих учнів. Мали бути професійно підготовані приватні викладачі, які б займалися індивідуально. Основними компонентами освіти є підвищення фізичного, морального та інтелектуального.
- Фізичне виховання — акцент на кондиціонування, гігієну, правильне харчування, повинні носити вільний одяг — засуджує ліфи, в дітей має бути багато фізичних вправ і свіжого повітря
- Моральне виховання — важливість дисципліни, дисципліна і самоконтроль є важливим прикладом для наслідування дорослих, засуджує тілесні покарання — тільки в деяких випадках, всупереч, погані манери на роботі, лінь
- Інтелектуальної освіта — вища освіта не вважається важливою, бо людина повинна бути в змозі піклуватися головним чином про свої справи.

Кожен, за його словами, повинен навчитися деяким основам торгівлі. Лок сприймає фізичну працю, як доповнення до розумової діяльності. Він вважав, що хлопчики навіть із бідних сімей повинні відвідувати школу, де їм би викладалась релігія, мораль, і ручна праця. Освіта для дівчаток не розглядалися Локом, як можлива в принципі.

## Економічні вчення
Його теорія праці полягає в тому, що людина має право забрати щось із природи, якщо змішала її зі своєю працею (земля сама немає вартості, тільки робота на ній). Людина не має права брати більше, ніж їй потрібно. Не можна брати із природи щось, а потім дати йому зіпсуватися. Проте, можна поміняти щось на інше, що менше псується. Проте, грошей можна мати безмежно, бо вони не псуються. Пропагував вільну міжнародну торгівлю. Запровадив також поняття про швидкість обороту грошей.

### Про теорію цін
Лок виклав свою загальну теорія вартості та ціни, яка є теорією про попит і пропозицію, у листі до членів парламенту у 1691 році, під назвою «Деякі міркування про наслідки зниження відсотка і підвищення вартості грошей». Він називає пропозицію «кількістю» й попит «рентою». «Ціна будь-якого товару піднімається або падає на певний відсоток в залежності від співвідношення продавців і покупців». І «те, що регулює ціну … [товарів] є не що інше, як їх кількість пропорційно до їх ренти». Кількісна теорія грошей становить окремий випадок цієї загальної теорії. Його ідея заснована на тезі, що «гроші відповідають за всі речі» (Екклезіаст) або «грошової ренти завжди достатньо, або більш ніж достатньо», і «вона змінюється дуже слабко…». Лок приходить до висновку, що попит регулюється лише їх кількістю, незалежно від того, чи попит на гроші не обмежений чи постійний. Він також досліджує визначники попиту та пропозиції. З точки зору пропозиції він пояснює вартість товарів їх рідкісністю і здатністю бути обміняними й спожитими. Він пояснює існування попиту на товари тим, що вони приносять доходи. Лок розвиває ранню теорію капіталізації, такої як земля, яка має значення, оскільки «виробництво товарної продукції на ній приносить певний річний дохід». Попит на гроші майже такий самий, як попит на товари або землю; це залежить від того чи гроші потрібні як засіб обміну, чи як позичковий капітал. Як засіб обміну «гроші здатні, шляхом їх обміну на товари, забезпечувати нас всім необхідним для життя». Як позичковий капітал «вони мають ту саму природу що й земля, тобто приносять певний річний прибуток… або проценти».

### Думки про гроші
Лок розрізняє дві функції грошей, як «мірило» вартості, і як «застава», щоб претендувати на товари. Він вважає, що срібло й золото, на відміну від паперових грошей, є доброю валютою для міжнародних угод. Срібло і золото, говорить він, мають рівну цінність для всього людства і тому їх може розглядати як заставу будь-хто. Тоді як вартість паперових грошей дійсна тільки за правління уряду, який їх друкує.
Лок стверджує, що країна повинна шукати сприятливий торговий баланс, щоб не залежати від інших країн і не нести збитки в торгівлі. Оскільки кількість грошей у світі постійно зростає, країна повинна постійно прагнути збільшити свої грошові запаси. Лок розвиває свою теорію обмінного курсу грошей. На додаток до руху товарів, існує також рух грошової маси в країні, і рух капіталу визначає обмінний курс. Останній є менш значним і менш мінливим, ніж рух товарів. Стосовно ж грошової маси, якщо вона велика відносно інших країн, спричинить підняття курсу грошей цієї країни вище номінального, подібно до експортного балансу.
Він також оцінює потребу в готівці для різних економічних груп (землевласників, робітників і брокерів). Для кожної групи потреби в готівці тісно пов'язані з тривалістю періоду оплати. Він стверджує, брокери — це посередники — чия діяльність збільшує грошове коло і чий прибуток забирає частину заробітків робітників і землевласників, і негативно впливає на особисте та народне господарство, хоч вони нібито сприяли його розвитку.

## Політичні погляди
- Природний стан — стан повної свободи та рівності при розпорядженні своїм майном і своїм життям. Це стан миру і доброзичливості. Закон природи встановлює мир і безпеку.
- Природне право — право на приватну власність, право на дії, на свою працю і на його результати.
- Прихильник конституційної монархії й теорії суспільного договору.
- Лок — теоретик громадянського суспільства і правової демократичної держави (король і лорди повинні звітувати перед законом).
- Першим запропонував принцип розподілу влади: на законодавчу, виконавчу і федеративну. Федеративна влада займається оголошенням війни і миру, дипломатичними питаннями та участю в союзах і коаліціях.
- Держава створена щоб гарантувати природне право (свобода, рівність, власність) і закони (мир і безпека), вона не повинна зазіхати на ці права, її потрібно організувати так, щоб природні права були надійно гарантовані.
- Розробляв ідеї демократичної революції. Лок вважав правомірним і необхідним повстання народу проти тиранічної влади, що зазіхає на природні права і свободу народу.

Найбільш відомий завдяки розробці принципів демократичної революції. Найбільш послідовно Лок розвинув «право народу на повстання проти тиранії» у роботі «Роздуми про славетну революцію 1688 року».

## Українські переклади
- Локк, Джон. Два трактати про врядування; пер. О. Терех, Р. Димирець — Київ: Основи, 2001. — 265 с. ISBN 966-500-172-8
- Локк, Джон. Розвідка про людське розуміння. У 4-х книгах; пер. Наталка Бордукова — Харків: Акта, 2007. [10]
- Лок, Джон. Два трактати про правління; пер. Павло Содомора — Київ: Наш Формат, 2020. — 312 с.

## Цікаві факти
- Лок став одним із засновників договірної теорії походження держави.
- Лок першим сформулював принцип «поділу влади» на законодавчу, виконавчу і федеральну.
- Ім'ям Джона Лока названо одного з ключових персонажів відомого телесеріалу «Загублені».
- Прізвище Лок як псевдонім взяв один з героїв циклу фантастичних романів Орсона Скотта Карда про Ендера Віггіна. У російському перекладі англомовне ім'я «Locke» невірно передано як «Локі».
- Прізвище Лок має головний герой у фільмі Мікеланджело Антоніоні «Професія: репортер» 1975 року
- На честь Джона Лока названо один з астероїдів 7010 Лок.